# 제노블레이드 크로니클스
《제노블레이드 크로니클스》는 모놀리스 소프트가 개발하고 닌텐도가 배급하는 판타지·SF 액션 롤플레잉 비디오 게임 시리즈이다. 원래 다카하시 데쓰야가 개발한 《제노》 시리즈의 일부였으며, 모노리스가 닌텐도에 의해 인수된 이후 지금의 이름으로 바뀌게 되었다. 첫 작품은 2010년 Wii 용으로 공개된 《제노블레이드 크로니클스》이다.

## 특징
《제노블레이드 크로니클스》 시리즈의 각 게임들은 저마다 독자적인 이야기와 등장인물들이 있다. 시리즈 개발자 타카하시 테츠야는 게임 내의 세상에서 머물고 싶은 플레이어의 욕구가 시리즈를 상징하는 요소로, 이 게임 세계에서 자유롭게 모험하며 몰입하는 것이 목표라고 발언했다.

### 게임플레이
《제노블레이드 크로니클스》의 게임플레이는 플레이어가 실시간으로 움직이며 같은 파티 일원들은 적이 공격 반경에 들어올 시 자동으로 대응하는 행동 기반 배틀 시스템을 차용한다.

## 게임 목록
| 2010 | 제노블레이드 크로니클스                     |
| 2011 |                                             |
| 2012 |                                             |
| 2013 |                                             |
| 2014 |                                             |
| 2015 | 제노블레이드 크로니클스 3D                  |
| 2015 | 제노블레이드 크로니클스 X                   |
| 2016 |                                             |
| 2017 | 제노블레이드 크로니클스 2                   |
| 2018 | 제노블레이드 크로니클스 2: 황금의 나라 이라 |
| 2019 |                                             |
| 2020 | 제노블레이드 크로니클스 디피니티브 에디션   |
| 2021 |                                             |
| 2022 | 제노블레이드 크로니클스 3                   |

《제노블레이드 크로니클스》Wii로 처음 공개되었고 이후에 뉴 닌텐도 3DS 용으로 리메이크 되었다.
《제노블레이드 크로스》Wii U로 공개되었다.
《제노블레이드 크로니클스 2》닌텐도 스위치로 공개되었다.
《제노블레이드 크로니클스 2: 황금의 나라 이라》닌텐도 스위치로 공개되었다.

## 개발
모놀리스 소프트의 개발자들은 《제노사가》 시리즈가 연속된 상업적 실패로 예정보다 일찍 종결하면서 사기가 저하된 상태였다. 2006년 7월, 타카하시 테츠야는 거인들 위에 사는 사람들에 대한 상상이 갑자기 머릿속에 그려지자, 이에 대한 기록을 하며 3D 모델로 구현하면서 게임 제작이 시작됐다. 개발 초기 및 E3 2009 공개 당시 프로젝트 이름은 《모나도: 비기닝 오브 더 월드》(Monado: Beginning of the World)였으나, 타카하시 테츠야의 전작 《제노》 시리즈와 그의 열정을 기리는 의미에서 《제노블레이드》라는 이름을 최종적으로 사용하게 됐다. 일본 외 지역에선 《제노블레이드 크로니클스》라는 이름으로 발표됐다.

## 여파
| 게임                                        | 연도 | 판매 대수 | 메타크리틱                  |
| ------------------------------------------- | ---- | --------- | --------------------------- |
| 제노블레이드 크로니클스                     | 2010 | -         | - Wii: 92/100 - 3DS: 86/100 |
| 제노블레이드 크로니클스 X                   | 2015 | -         | 84/100                      |
| 제노블레이드 크로니클스 2                   | 2017 | 205만     | 83/100                      |
| 제노블레이드 크로니클스 2: 황금의 나라 이라 | 2018 | -         | 80/100                      |
| 제노블레이드 크로니클스 디피니티브 에디션   | 2020 | 152만     | 89/100                      |
| 제노블레이드 크로니클스 3                   | 2022 |           |                             |

《제노블레이드 크로니클스》 1편은 일본에서 2013년 말까지 약 20만 장이 판매됐다.

## 참조

### 내용주
1. ↑  영어: Xenoblade Chronicles, 일본판 제목 《제노블레이드》(Xenoblade Chronicles, 일본어: ゼノブレイド 제노부레이도[*])